# Cademène
Cademène ist eine französische Gemeinde mit 66 Einwohnern (Stand: 1. Januar 2022) im Département Doubs in der Region Bourgogne-Franche-Comté.

## Geographie

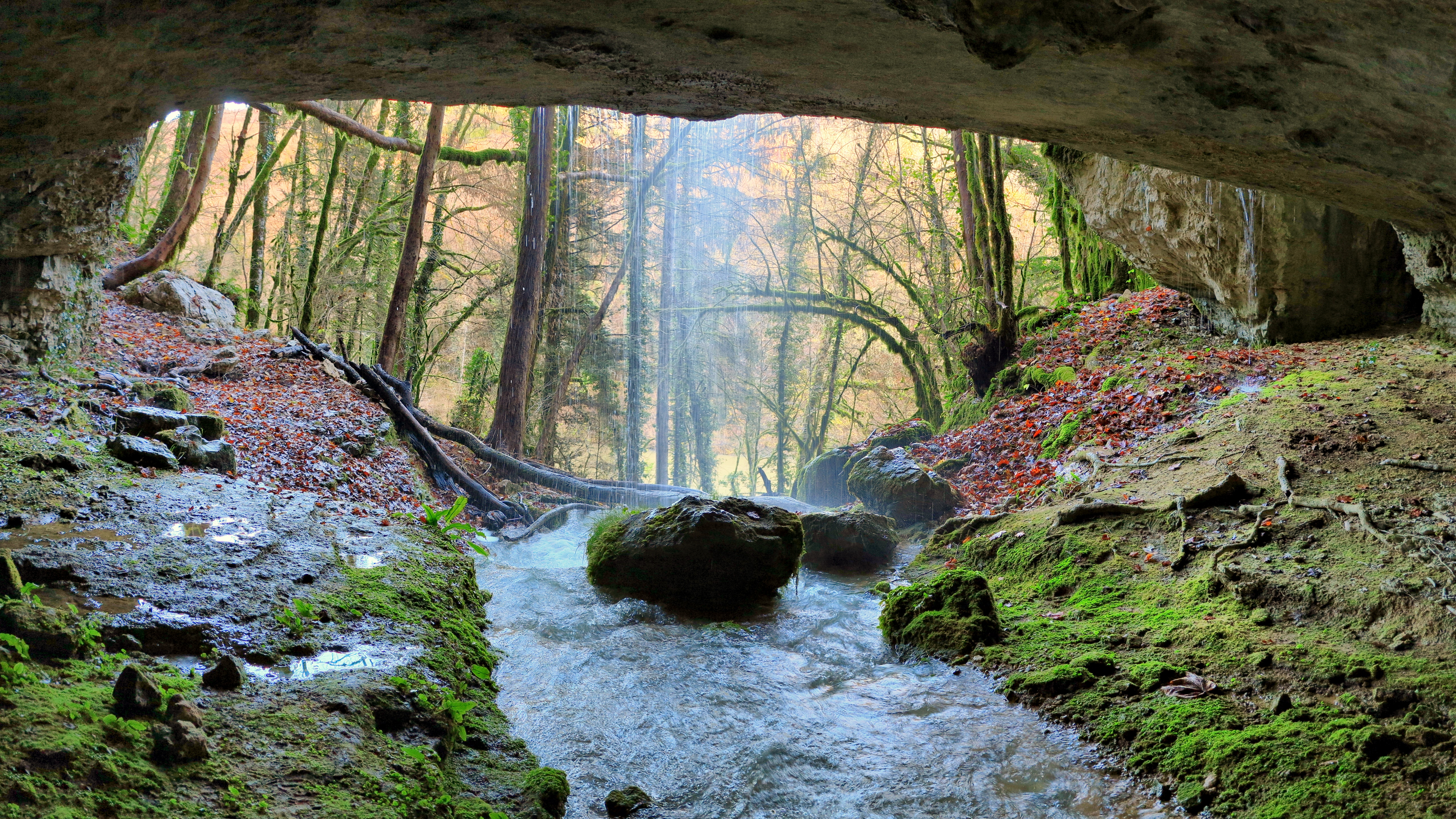
Grotte de la Ferme des Îles

Cademène liegt auf 409 m über dem Meeresspiegel, etwa 15 Kilometer südlich der Stadt Besançon (Luftlinie). Das Bauerndorf erstreckt sich im Jura, auf einer Geländeterrasse rund 100 m über dem Flusslauf der Loue, am Osthang der Höhe von Épeugney. Die Höhlen von Chaillet (drittlängste Höhle im Doubs) und die Grotte de la Ferme des Îles ziehen Höhlenforscher an.
Die Fläche des 3,39 km² großen Gemeindegebiets umfasst einen Abschnitt der Schichtstufenlandschaft des westlichen französischen Juras. Die östliche Grenze bildet die Loue, die hier in gewundenem Lauf durch ein tief in die umgebenden Plateaus eingeschnittenes Erosionstal nach Südwesten fließt. Die Hänge sind an verschiedenen Orten von markanten Kalkfelswänden durchzogen, darunter die Roches Chaillet unterhalb des Dorfes (mit dem Höhlensystem Grotte des Chaillets). Vom Flusslauf erstreckt sich das Gemeindeareal westwärts über die Terrasse von Cademène bis auf die angrenzende Höhe von Sur le Mouret und Croix des Echaulles. Hier wird mit 515 m die höchste Erhebung von Cademène erreicht.
Nachbargemeinden von Cademène sind Épeugney im Norden, Scey-Maisières und Cléron im Osten, Amondans im Süden sowie Rurey im Westen.

## Geschichte
Das Gemeindegebiet von Cademène war schon sehr früh besiedelt. Früheste Zeugnisse gehen auf die Bronzezeit zurück; aus der Eisenzeit stammt ein Tumulus, in dem bei Ausgrabungen wertvoller Ohrschmuck gefunden wurde. Heute ist Cademène Mitglied des 24 Ortschaften umfassenden Gemeindeverbandes Communauté de communes du Pays d’Ornans.

## Bevölkerung
| Jahr                       | 1962 | 1968 | 1975 | 1982 | 1990 | 1999 | 2006 | 2016 |
| Einwohner                  | 54   | 45   | 42   | 50   | 78   | 82   | 85   | 75   |
| Quellen: Cassini und INSEE |      |      |      |      |      |      |      |      |

Mit 66 Einwohnern (1. Januar 2022) gehört Cademène zu den kleinsten Gemeinden des Départements Doubs. Während des 20. Jahrhunderts lag die Einwohnerzahl stets im Bereich von rund 50 Personen. Erst seit Beginn der 1970er Jahre wurde ein Bevölkerungswachstum verzeichnet.

## Wirtschaft und Infrastruktur
Cademène war bis weit ins 20. Jahrhundert hinein ein vorwiegend durch die Landwirtschaft (Ackerbau, Obstbau und Viehzucht) geprägtes Dorf. Noch heute leben die Bewohner zur Hauptsache von der Tätigkeit im ersten Sektor. Außerhalb des primären Sektors gibt es fast keine Arbeitsplätze im Dorf. Einige Erwerbstätige sind auch Wegpendler, die in den umliegenden größeren Ortschaften ihrer Arbeit nachgehen.
Die Ortschaft liegt abseits der größeren Durchgangsstraßen, ist aber von der Departementsstraße D473, die von Besançon nach Levier führt, leicht erreichbar.